# Северинув (Ґостинінський повіт)
Северинув (пол. Sewerynów) — село в Польщі, у гміні Щавін-Косьцельни Ґостинінського повіту Мазовецького воєводства.
Населення — 51 особа (2011).
У 1975—1998 роках село належало до Плоцького воєводства.

## Демографія
Демографічна структура станом на 31 березня 2011 року:
|          | Загалом | Допрацездатний вік | Працездатний вік | Постпрацездатний вік |
| -------- | ------- | ------------------ | ---------------- | -------------------- |
| Чоловіки | 24      | 4                  | 19               | 1                    |
| Жінки    | 27      | 1                  | 18               | 8                    |
| Разом    | 51      | 5                  | 37               | 9                    |